# ریدهاوزن
ریدهاوزن (به آلمانی: Riedhausen) یک شهر در آلمان است که در رافنسبورگ واقع شده‌است. ریدهاوزن ۶۴۱ نفر جمعیت دارد.